# Гминные суды
Гминные суды — суды в гминах губерний Царства Польского. Сельские суды существовали в Польше приблизительно с XV века.
Состояли они из лавников (заседателей), но значение их было ничтожно: они ограничивались лишь суждением дел о незначительных потравах. Впоследствии лавники стали присутствовать при разборе и решении дел только как свидетели.
С XVII века исчезают всякие упоминания о каких бы то, ни было сельских судах: помещик, сосредоточивший в своем лице полицейскую власть над крестьянами, получил для них значение первой и последней судебной инстанции. В 1807 году уничтожено было крепостное право, а вместе с ним пала и патримониальная власть помещиков.
По конституции 1815 года каждая гмина должна была иметь трибунал гражданский и полицейский, для разбора дел на сумму не свыше 600 злотых. Но лишь в 1860 году был Высочайше утвержден устав о сельских гминных судах, который обнародован был 1 марта 1861 года и особым указом распространен на все города, не исключая столицы страны — Варшавы. Правительство Царства Польского, возвратившее помещикам полицейскую власть, и гминному суду дало характер патримониальный, хотя ему подлежали все жители гмины безразлично. Гминным судьёй признавался гминный войт; местный помещик, лично не несущий обязанности войта, мог, по желанию, занять должность судьи. Положением о сельских гминах от 19 февраля 1864 года патримониальная юрисдикция и власть помещиков уничтожены, но в остальном устав о гминных судах 1860 года послужил основанием и для Положения 1864 года, соединившего в лице войта власть полицейскую с судебной.
Гминному суду, состоявшему из войта и лавников, были подсудны:
1. дела, ценой до 30 рублей (с 1865 года — до 100 рублей), по искам о движимом имуществе или исполнению личных обязательств, или об убытках;
2. споры между крестьянами о землях крестьянского надела, о разделах имуществ и о наследстве;
3. дела о маловажных проступках (инструкция от 30 декабря 1865 года), влекущих за собой наказание выговором, штрафом до 10 рублей или арестом до 7 дней.

Гминные суды должны были судить преимущественно по совести и безапелляционно; обжалование их приговоров допускалось только в порядке кассационном, и притом не судебным местам, а крестьянским комиссиям и другим административным установлениям.
При распространении в 1875 году на Царство Польское Судебных Уставов 1864 года возникла мысль о замене коллегиальных гминных судов единоличными мировыми судьями; но она была оставлена, «дабы удержать надлежащее в местном суде участие за тем созданным указами 19 февраля 1864 года землевладельческим классом (т. е. за крестьянами), на котором правительство полагает основание охранительных начал в Царстве Польском».
С 1 июля 1876 года в губерниях Царства Польского действуют в городах единоличные мировые судьи, а в селениях — гминные суды. Гминный суд учреждается на одну или несколько гмин, которые составляют гминный судебный округ. При соединении гмин в группы наблюдается, чтобы в округе заключалось не более 4 гмин, 300 квадратных вёрст и 15 тысяч населения, а также чтобы между центральным местом округа и его окружностью было не более 20 вёрст. Всего гминных судов на тот момент было 374.
В силу начала отделения суда от администрации, из гминного суда исключен войт; председателем его является особый гминный судья, который судит вместе с лавниками. В отсутствие гминного судьи место его занимает старший из лавников. Гминный судья и лавники, последние в числе не менее трех, избирались гминным сходом. Кандидат в гминные судьи должен был удовлетворять тем же условиям, что и гминный войт, но кроме того он должен ещё обладать образованием, полученным в каком-либо училище (хотя бы начальном) или выдержать соответствующее испытание. Образовательный ценз мог быть заменен трёхлетней службой в таких должностях, при исполнении которых возможно приобрести практические сведения в производстве судебных дел. В лавники избираются те из грамотных жителей гмин, которые могут занимать гминные должности на общем основании. На каждую должность гминного судьи избираются не менее двух кандидатов; на каждую должность лавника избираются по два лица, одно для замещения должности лавника, а другое — кандидатом к нему. Списки кандидатов в должности гминных судей представляются губернатором на усмотрение министра юстиции, от которого зависит утвердить одно из избранных лиц, или же, помимо их, назначить гминных судей, до следующих выборов. Лавники и кандидаты к ним утверждаются губернатором, по предварительном соглашении с прокурором окружного суда. Министр юстиции имел право устранить от должностей гминных судей и лавников.
Гминный судья и лавники подлежали дисциплинарной ответственности на том же основании, как и мировые судьи; дисциплинарные дела о них выдаются окружными судами. Для ведения документации при гминном суде состоял писарь, назначаемый председателем мирового съезда, по представлению гминного суда или по собственному усмотрению, и подчиненный его же дисциплинарной власти.
Расходы по содержанию гминных судов отнесены с 1887 года на счёт государственного казначейства, причём в доход последнего обращены те гминные сборы, которые до того взимались на содержание гминных судов. Жалование судьи составляло 700 рублей, лавников — по 150 рублей, писаря — 500 рублей; на канцелярские и хозяйственные расходы отпускалось 500 рублей. Гминным судьям, назначенным правительством, а также гминным судьям, прослужившим по выборам два трёхлетия и утверждённым на 3-е трёхлетие, производились дополнительные выплаты в размере 300 рублей.
Гминные суды были подчинены мировым съездам. В съезде участвуют мировые и гминные судьи в равном числе, а так как последних числится 374, на 110 мировых, то гминные судьи участвовали в съезде по особой очереди. Председатель мирового съезда обязан был производить, не менее одного раза в год, ревизию каждого из состоящих в его округе гминных судов.
В отступление от общего правила, по которому судопроизводство в Царстве Польском происходило на русском языке, в гминных судах допускалось и употребление местных языков, если стороны и участвующие в деле лица не знали русского языка; но приговоры, решения и вообще все письменные акты, от суда исходящие, во всяком случае должны были быть излагаемы на русском языке. По установившейся практике, гминные суды и мировые съезды требовали, чтобы исковые и другие прошения писались непременно на русском языке. В 1878 и 1880 годах сенат по одному делу, начатому бывшим деятелем государственного совета Царства Польского и сторонником легальной оппозиции, Ностиц-Яцковским, дважды разъяснил, что исковые прошения могут быть написаны на языке местного населения; но от этого практика не изменилась. Впрочем, во многих гминных судах написанное по-польски прошение видоизменялось в форму протокола словесной жалобы, и это обстоятельство служило одной из главных причин того расположения, которое снискали себе гминные суды среди поляков.
В 1882 году сенатом было признано, что апелляционные и другие жалобы на решения гминных судов, подлежащие рассмотрению мировых съездов, должны быть написаны на русском языке.
Гражданская компетенция как мировых судей, так и гминных судов в Царстве Польском, по характеру своему не отличалась от юрисдикции мировых судей Российской империи, но она ограничена ценой иска не свыше 300 рублей; в её состав входили и иски о восстановлении пользования сервитутами, указанными в кодексе Наполеона (но не о праве на сервитуты), когда со времени нарушения прошло не более года. Сверх того исключительно гминным судам предоставлены были споры между сельскими жителями, наделенными землями по Положению от 19 февраля 1864 года, об этих наделах, а также вообще о наследствах и по разделам, когда имущество состоит из земли в размере не более одной уволоки и из движимостей на сумму до 1500 рублей. Также, гминные суды рассматривали жалобы на определения семейных советов крестьян, в которых председательствуют лавники. При постановлении решения гминный суд может, по ссылке одной или обеих сторон, руководствоваться общеизвестными местными обычаями.
На решения гминных судов по искам ценой не свыше 30 рублей подавались в мировой съезд только кассационные жалобы, по всем остальным — апелляционные; и те и другие — в месячный срок.
Судебные и другие пошлины были те же, что в мировых судах Российской империи.
В уголовную юрисдикцию гминных судов входили проступки, которые, по уставу о наказаниях, налагаемых мировыми судьями, или по местным правилам о слугах и рабочих и об охоте, влекли за собой: выговоры, замечания и внушения, денежные взыскания не свыше 300 рублей, арест не свыше трёх месяцев, заключение в тюрьме не свыше одного года. Преступления против чужой собственности, когда ценность похищенного или присвоенного превышала 30 рублей, рассматривались уже мировыми судьями. Из разбирательства гминных судов изымались проступки, совершенные местными военными или гражданскими чинами, а равно проступки, состоящие в оскорблении нижних чинов отдельного корпуса жандармов, при отправлении ими обязанностей службы.
Приговор гминного суда считался окончательным, когда им определялись: внушение, замечание, выговор, денежное взыскание не свыше 15 рублей с одного лица или арест не свыше 3 дней, и когда вознаграждение за вред и убытки не превышает 30 рублей. На неокончательные приговоры могли быть принесены в мировой съезд апелляционные отзывы в течение двух недель.
На практике гминные суды не представляли собой политического орудия, с помощью которого крестьянство боролось бы против шляхты и духовенства. Крестьяне охотно избирали помещиков в гминные судьи. Жажда общественной деятельности заставляла многих из среды местной интеллигенции добиваться не только должности гминного судьи, но и должности лавника. Это стремление в циркуляре старшего председателя Варшавской судебной палаты от 4 марта 1888 года признаётся несогласным с видами правительства.
Число гминных судей по назначению от правительства составляло около одной трети. Временное (на 3 года) допущение к исправлению судейской должности, скудное содержание, жизнь в провинциальной глуши, почти без надежды на служебное повышение — все это такие условия, которые не благоприятствовали успешному замещению должности гминного судьи помимо выборов.
Законоположения о гминных судах 1875 году вошли в состав Судебных Уставов Императора Александра II (см. Судебная реформа Александра II).